# Grenzland (Film)
Grenzland – Przyjaźń ist ein deutsch-polnischer Kurzfilm von Nicole Volpert. Der Film ist eine ZDF-Produktion und hatte 2009 seine Welturaufführung auf dem Max Ophüls Festival und wurde 2012 auf dem Sender Arte ausgestrahlt.

## Handlung
Der Kurzfilm erzählt die Geschichte einer tragisch endenden Kinderfreundschaft zwischen zwei Jungen, die an der deutsch-polnischen Grenze leben.
Als Konrad und Wojtek trotz aller Gefahren im gesperrten Grenzgebiet Indianer spielen, verunglückt Wojtek über Nacht auf verhängnisvolle Art und Weise. Als Konrad dies am nächsten Tag nichts ahnend von seinem Vater erfährt, muss der Zehnjährige sich plötzlich mit dem Verlust seines Freundes und dem Thema Tod und Trauer auseinandersetzen.

## Auszeichnung
Der Film wurde 2007 mit dem Förderpreis der Robert Bosch Stiftung ausgezeichnet.